# Urocitellus townsendii
Espèce
Statut de conservation UICN

 VU B1ab(iii,v) : Vulnérable
Le spermophile de Townsend (Urocitellus townsendii) est une espèce de rongeurs de la famille des Sciuridés, endémique des États-Unis.

## Comportement
Cette espèce est sociale, elle vit en larges groupes, cependant chaque individu adulte a son propre terrier. Elle hiberne durant l'hiver, les mâles sortent de leur torpeur avant les femelles, vers fin janvier. Le taux de survie des femelles à la sortie de l'hibernation est largement supérieur à celui des mâles.

## Alimentation
Il est principalement herbivore, il se nourrit notamment des espèces Poa secunda, Krascheninnikovia lanata, Artemisia tridentata, Salsola tragus, Descurainia pinnata et Bromus tectorum. Il complète son alimentation avec des insectes.

## Reproduction
La saison de reproduction a lieu lorsque les femelles sortent de leur hibernation, vers la fin de l'hiver. La gestation dure 23 jours en moyenne. La femelle donne naissance à une portée de 7 à 10 petits entre février et avril. Les petits sont sevrés à 35 jours et sont indépendants au bout d'un an. La femelle atteint la maturité sexuelle à 1 an et le mâle à 2 ans.

## Liste des sous-espèces
Selon Catalogue of Life (23 avril 2017) :
- sous-espèce Urocitellus townsendii nancyae (Nadler, 1968)
- sous-espèce Urocitellus townsendii townsendii (Bachman, 1839)